# Joho (Wates)
Joho is een bestuurslaag in het regentschap Kediri van de provincie Oost-Java, Indonesië. Joho telt 4871 inwoners (volkstelling 2010).